# Tacuna delecta
Tacuna delecta là một loài nhện trong họ Salticidae.
Loài này thuộc chi Tacuna. Tacuna delecta được Elizabeth Maria Gifford Peckham & George William Peckham miêu tả năm 1901.